# Wegen der Ehre
Wegen der Ehre oder Namus icin (Titel der später aufgeführten türkischen Fassung) ist ein Theaterstück von Sema Meray, das im Februar 2008 im Freien Werkstatt Theater Köln uraufgeführt wurde. Neben der Autorin, gleichfalls eine Schauspielerin, gehörten zur Besetzung der Uraufführung Lena Sabine Berg, Sam Eisenstein, Vedat Erincin und Lilli Hollunder.

## Inhalt
Yale, eine Deutsch-Türkin, führt nach der Trennung von ihrem Ehemann ein modernes Singleleben in Köln. Dies erregt Widerspruch insbesondere von ihrem Vater, der Yales Tun als Familienschande empfindet.
Wegen der Ehre entstand als unter anderem von der Robert Bosch Stiftung gefördertes Theaterprojekt am Theater der Uraufführung. Der Aufführung wurde jeweils ein moderiertes Nachgespräch mit den Darstellern angeschlossen.

## Rezensionen
Die Aufführung wurde vom WDR Fernsehen als „packende und ergreifende“ Inszenierung beschrieben. Die Kölnische Rundschau hob den Beitrag des Stücks „zum Verständnis unserer zwischen zwei Kulturen lebenden Mitbürger“ hervor. Die tageszeitung lobte, dass sich die Inszenierung nicht an der Ehrenmord-Problematik im Besonderen aufhänge, sie handele „vielmehr von der grundsätzlichen Macht der Muster und von der Schwierigkeit, ihnen gegenüber die richtige Mischung aus Zustimmung und Abgrenzung zu finden“. Die türkische Cumhuriyet urteilte „indem das Stück das Thema mit seinen Widersprüchen und in seiner Komplexität darlegt, sensibilisiert es zum einen die Zuschauer, zum anderen hinterfragt es Begriffe wie Sitte, Ehre und Respekt“.